# 红磨坊

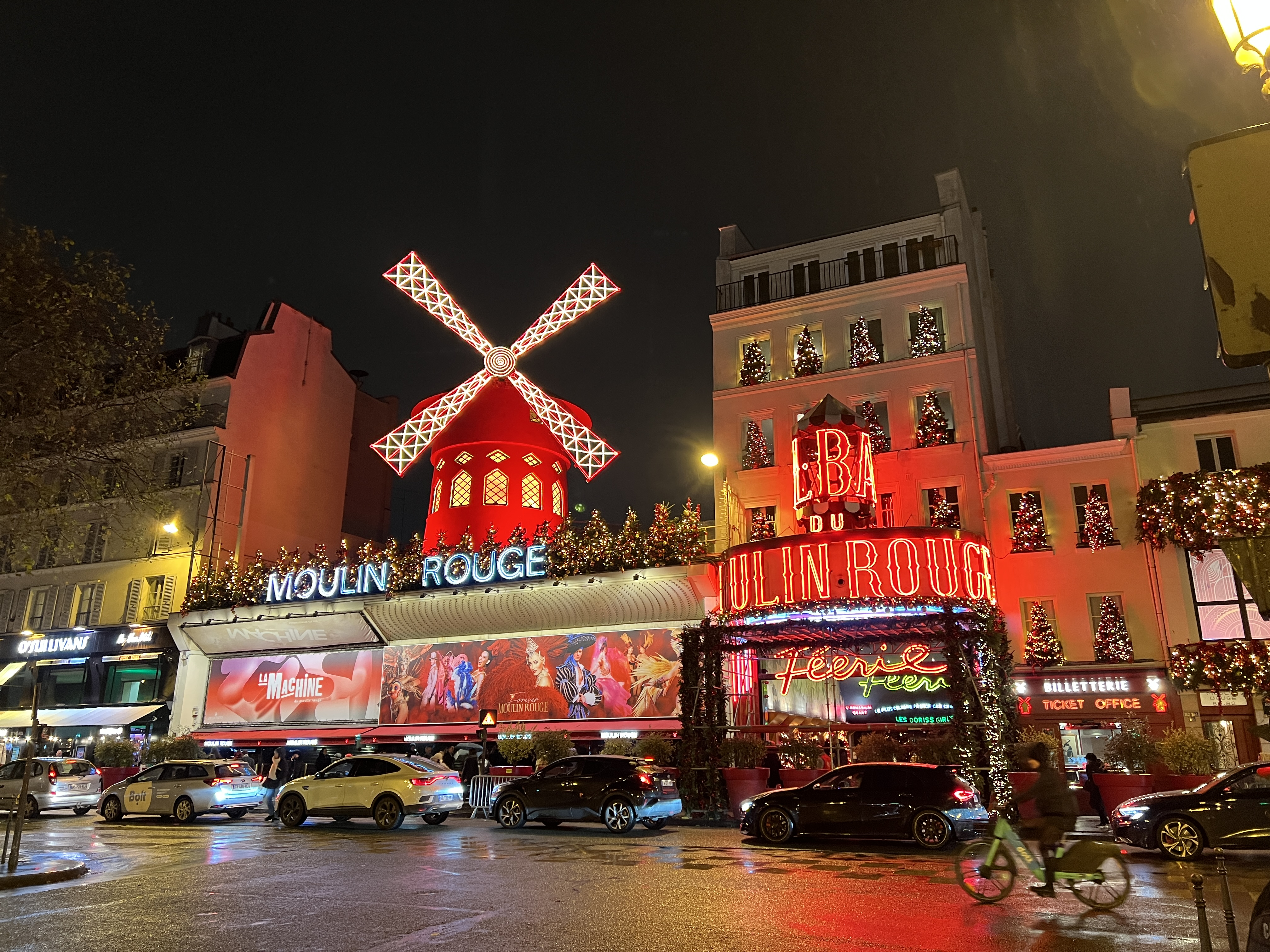
红磨坊

红磨坊（法語：Moulin rouge），位于法國巴黎十八区皮加勒红灯区，靠近蒙马特，是建于1889年的一个酒吧，与巴黎奥林匹亚音乐厅同属于约瑟夫·欧勒。皮加勒红灯区是一个具有18世纪风貌的街区，在克里希大道上，因屋顶上仿造的红风车而闻名于世。

## 背景
1870年普法战争后，饱受战争之苦的巴黎市民需要寻找一个解脱放松的地方，于是酒吧和歌舞厅就成了当时人们的首选。红磨坊始建于1889年，以上演其著名的法国“康康舞”闻名世界。
红磨坊以现代康康舞的发源地著名。康康舞是一种充满诱惑力的舞蹈，最初是红磨坊中的交際花为营生而编排的，其渊源要追溯到康康舞自身发展成为一种娱乐形式并成为一种风靡欧洲的歌舞的那个时代。今天，红磨坊作为一个旅游目的地，为世界各地的成年游客提供音乐、舞蹈之类的娱乐活动，那段世纪初的法国罗曼史依然在这所俱乐部的舞台上演绎着。
曾在红磨坊中表演的名人包括：艾拉·費茲潔拉、麗莎·明妮莉、拉托亞·傑克森、艾爾頓·約翰、法蘭·仙納杜拉、艾迪特·皮雅芙等等，而比較著名的舞蹈員及表演者有拉·古留、約瑟芬·貝克、依维·格伯特（Yvette Guilbert）、简·阿维（Jane Avril）、密斯丁格维特（Mistinguett）、派托曼（Le Pétomane，意即屁狂）。同时红磨坊也是后印象派画家图卢兹·罗特列克的绘画主题。

## 文學
“红磨坊”还是皮埃尔·纳姆若的著作书名，此书还于1952年拍成同名电影Moulin Rouge（即《青樓情孽》），男女主角是确斯·福瑞和莎莎·嘉寶獲得了學院獎的提名。

## 影視形象

### 電影
除此之外还有不少同名电影，包括主演为伊旺·麥奎格和尼可·基德曼的2001版獲得了最佳影片提名。

## 红磨坊的康康舞
红磨坊的夜晚最主要的特征就是表演。红磨坊由于作为传统法国康康舞的发源地而世界闻名，至今康康舞仍然在这里上演。
红磨坊的康康舞在全世界舞蹈界有著标志性的地位。

## 当代的描述

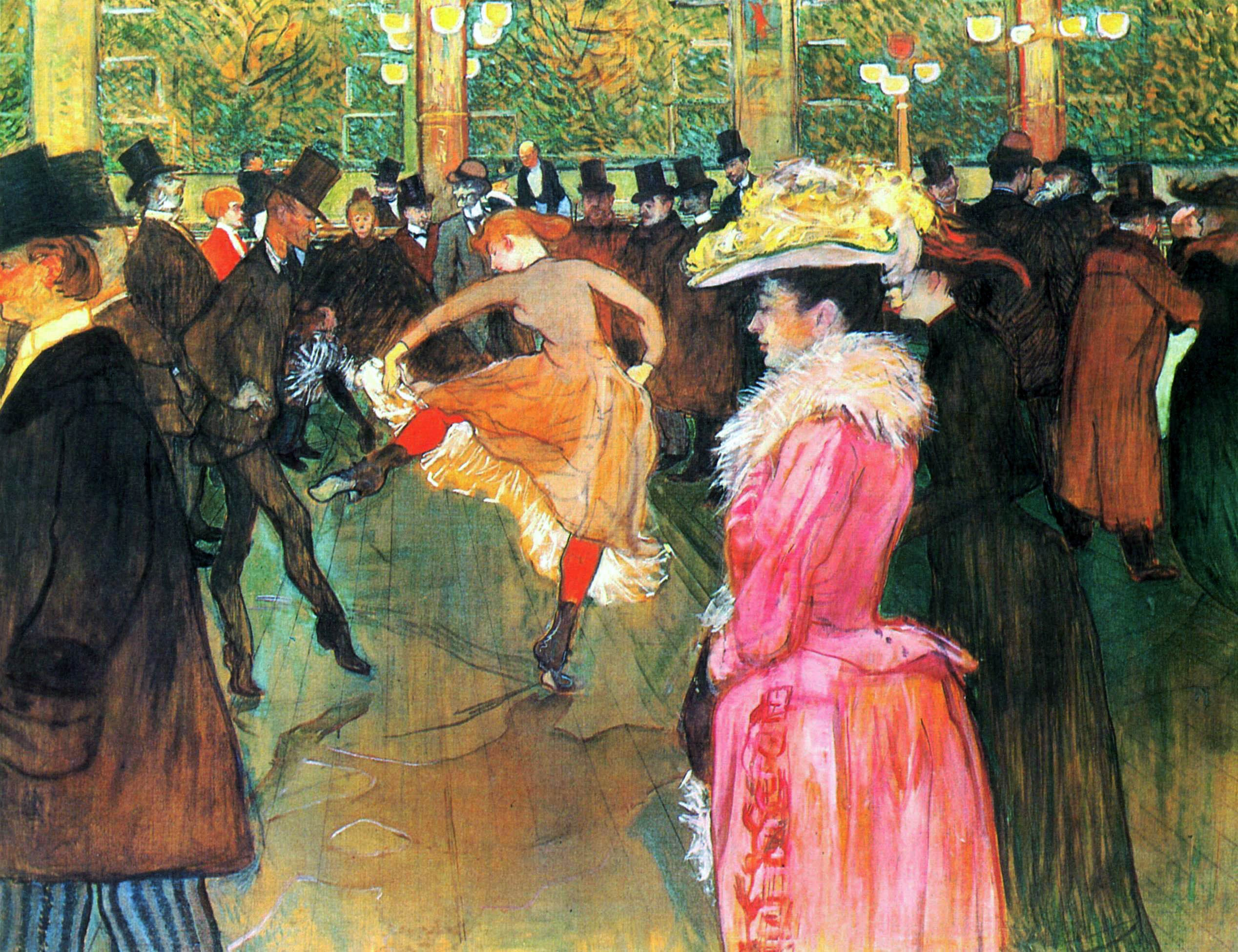
亨利·德·图卢兹-罗特列克曾绘制大量海报，这描绘的是红磨坊的夜生活

安德烈·贝利在他1906年写给亚历山大·勃洛克的信中关于“地狱客栈”（其中的男侍應生穿着似魔鬼）如是说：
有时，我好像在五彩斑斓的巴黎之夜经历了一次从坟墓到尘世的冒险，我似乎可以想见烈火前的他们。我仿佛在注视中穿过房中葬礼的长廊，沿着急下的旋梯消逝在黑暗中；冲入地下直到蒙马特尔山，急不可耐地去看红磨坊十字架上那炙热的红宝石。我在那里徘徊着，买了张票去看羽毛狂热的激情、庸俗的彩唇还有蓝黑色的睫毛。

从半透明晚礼服上的血红色的泡沫里掷来的裸脚、大腿、臂膀和野兽扑向我。晚礼服上的长须和白汗衫及礼帽上弯曲的鼻子在大厅中连成一线，他们的手牵成一条长藤。这时我发现自己在身处一个酒店中，而利口酒被乘在一口棺材上（而不是在一张桌子上）。一个窃笑的魔鬼说：“喝掉，你这个可怜虫！”我喝下这杯酒，便回到了这被燃烧的风向标撕裂的黑色天幕下，那是我睫毛上交错而光亮的指针。我面前穿行的圆顶礼帽和黑色面纱依然攒动着，这个世界充满泡沫，带蓝绿色和夜美人身着的羽毛上才有的暖橙色。对于我来说她们都是一样的，当我不得不虚眼以避开电灯的强光时，她们脸上火热的红晕会在我紧张的眼脸下跳动，预示着一夜的来临。

## 脱衣舞
人民年鉴记录了脱衣舞的起源是1890年在巴黎发生的一个行为：一个妇女愚蠢地为了找一只在她身上蠕动的虱子而缓缓脱去衣服。同时，巴黎诸如红磨坊和女神遊樂廳的表演是半裸舞和动态舞台造型的先行者。其标志是1907年红磨坊的一个叫做杰曼·阿依莫斯的女演员仅着三个很小的贝壳出场。

## 当代的表演
现在的喜剧叫做“费瑞”。这部戏有四个主要场景和总共69首歌曲。这个综合性的表演总共是由包括多瑞斯女孩、舞蹈演员、杂技演员、魔术师和小丑在内的100余位艺术家完成的。